# Leon Max Lederman
Leon Max Lederman (Nova York, EUA, 15 de juliol de 1922 - Rexburg, 3 d'octubre de 2018) fou un físic i professor universitari estatunidenc guardonat amb el Premi Nobel de Física l'any 1988 pels seus treballs sobre els neutrins.

## Biografia
Va néixer el 15 de juliol de 1922 a la ciutat nord-americana de Nova York. Va estudiar física a la Universitat de Nova York, on es llicencià el 1943. Després de participar en la Segona Guerra Mundial el 1951 aconseguí el doctorat a la Universitat de Colúmbia, d'on va esdevenir professor el 1958 i on posteriorment dirigí el Laboratori d'Investigació Física entre 1961 i 1978. Entre 1979 i 1989 dirigí el Fermilab, laboratori d'investigació del govern nord-americà. El 1989 dimití dels seus càrrecs i breument fou professor a la Universitat de Chicago abans de traslladar-se a l'Institut Tecnològic d'Illinois, on continua actualment.

## Recerca científica
La seva recerca científica se centrà, al costat de Melvin Schwartz i Jack Steinberger, en un mètode de detecció dels neutrins que va permetre demostrar la doble estructura dels leptons. Aquest descobriment va permetre als teòrics elaborar un esquema, conegut com a Model estàndard, per la classificació de totes les partícules elementals.
El 1977 aconseguí detectar una nova partícula quark, el quark fons.
El 1988 fou guardonat amb el Premi Nobel de Física, juntament amb els físics Melvin Schwartz i Jack Steinberger, pels seus treballs sobre el neutrí.